# کارخانه سیمان فارس و خوزستان
کارخانه سیمان فارس وخوزستان یک منطقهٔ مسکونی در ایران است که در دهستان حومه واقع شده‌است. براساس سرشماری مرکز آمار ایران در سال ۱۳۹۵، کارخانه سیمان فارس وخوزستان ۴۸۵ نفر جمعیت دارد.